# Isabelle Pedersen
Isabelle Sandstedt Pedersen (* 27. Januar 1992 in Bergen) ist eine norwegische Hürdenläuferin, die sich auf die 100-Meter-Distanz spezialisiert hat.

## Sportliche Laufbahn
Ihren ersten Wettkampf bei internationalen Meisterschaften bestritt Isabelle Pedersen bei den Juniorenweltmeisterschaften 2008 im polnischen Bydgoszcz, bei denen sie bis in das Halbfinale gelangte. 2009 gewann sie die Goldmedaille bei den Jugendweltmeisterschaften und Silber bei den Junioreneuropameisterschaften im serbischen Novi Sad. Im darauf folgenden Jahr gewann sie erneut eine Goldmedaille, diesmal bei den Juniorenweltmeisterschaften in Moncton. 2011 gewann sie erneut die Silbermedaille bei den Junioreneuropameisterschaften. 2012 nahm sie erstmals an den Europameisterschaften in Helsinki teil und schied dort bereits in der Vorrunde aus. Über 60 Meter Hürden schied sie bei den Halleneuropameisterschaften 2013 in Göteborg im Halbfinale aus. Sie gewann während der Freiluftsaison die Goldmedaille bei den U23-Europameisterschaften und qualifizierte sich für die Weltmeisterschaften in Moskau, bei denen sie aber bereits in der Vorrunde ausschied.
2014 siegte sie für Norwegen bei der Team-Europameisterschaft (2. Liga) in Tallinn. 2015 belegte sie bei den Halleneuropameisterschaften in Prag im Finale den fünften Platz. Bei den Weltmeisterschaften 2015 in Peking gelangte sie mit neuer Bestleistung bis in das Semifinale. 2016 kam sie bei den Europameisterschaften in Amsterdam bis ins Halbfinale, wie auch bei den Olympischen Spielen in Rio de Janeiro wenige Wochen später. Bei den Halleneuropameisterschaften 2017 erreichte sie erneut den fünften Platz. Im April lief Pedersen in den Vereinigten Staaten 12,89 s und qualifizierte sich damit für die Weltmeisterschaften in London, bei denen sie mit 12,87 s im Halbfinale ausschied. 2018 qualifizierte sie sich für die Hallenweltmeisterschaften in Birmingham und belegte dort im Finale mit 7,94 s den sechsten Platz. Im August schied sie dann bei den Europameisterschaften in Berlin mit 13,04 s im Halbfinale über 100 m Hürden aus. Im Juni 2022 gab sie das Ende ihrer aktiven Sportkarriere bekannt. Zuvor hatte sie die Qualifikation für die Olympischen Sommerspiele 2020 in Tokio nicht geschafft und war nicht mehr Teil der Nationalmannschaft gewesen. Als einen weiteren Grund für ihr Karriereende gab sie eine COVID-19-Erkrankung an, die es ihr erschwerte, ihre Form wieder zu finden.
Isabelle wurde 2011 und zwischen 2013 und 2016 sowie 2018 und 2019 norwegische Meisterin im Hürdenlauf sowie 2012 Meisterin im Weitsprung. Zudem wurde sie 2009, 2013 und 2020 Hallenmeisterin über 60 Meter Hürden.

## Persönliche Bestzeiten
- 100 m Hürden: 12,72 s (+0,2 m/s), 22. Juli 2018 in London (norwegischer Rekord)
  - 60 m Hürden (Halle): 7,86 s, 3. März 2018 in Birmingham
- Weitsprung: 6,14 m (+0,9 m/s), 24. August 2013 in Tønsberg
  - Weitsprung (Halle): 5,82 m, 1. März 2009 in Stange